# Ofotbanen
Ofotbanen er en jernbane i Norge, der løber mellem Narvik havn og rigsgrænsen mod Sverige ved Vassijaure. Den er en del af Malmbanan mellem Luleå og Narvik. Banen er 41,9 km. Største stigning er ca. 17 ‰ (17 meter pr km), og højeste punkt nås ved Vassijaure, 521 moh. Ofotbanen blev bygget for transport af jernmalm i svensk Norrland (Luossavaara og Kiruna–Gällivare) til isfri havn ved Atlanterhavet. Banen åbnede 15. november 1902 og blev elektrificeret i 1923. 
Ofotbanen er Norges mest trafikerede jernbanestrækning, og togene med malm og pellets fra jernminen i Kiruna udgør hovedtyngden af trafikken. Banen er også af vigtighed for varetransporten mellem Syd- og Nordnorge. Ofotbanen regnes som en af Europas kønneste jernbanestrækninger.  Banen har 20 tunneler. Den højtidelige åbning skete først 14. juni 1903, at da ingen af de højeste øvrighedspersoner havde lyst til at rejse til det høje nord i mørketiden. 

## Historie
Fra 1600-tallet har man kendt til de rige malmforekomster ved Kiruna, og prøvet at hente dem ud, bl.a. med en dampdrevet slæde. Fra 1764 tog man rensdyr i brug til malmtransporten ud til kysten. I 1827 blev hestetransport frem til Ofoten foreslået, men kongen afslog. I 1869 fremkom forslaget om jernbane. I 1898 fattede Stortinget beslutningen om at bygge Ofotbanen som statsbane, forudsat, at den samtidig blev færdig på svensk side, og at man oversteg en transportmængde på 1,2 million ton jernmalm årligt.  I 1820'erne havde kong Karl Johan købt store områder omkring bjerget Kiirunavaara for at sikre forekomsterne for unionen Sverige-Norge. Det lille Gällivare forfremmede han til et fyrstedømme. Men først med jernbanen kom der fart i sagerne. I løbet af tre år byggede 5.000 rallare (jernbanearbejdere) og ingeniører jernbane i ødemarken, samtidig som to byer voksede frem - Kiruna i øst og Narvik i vest, i dag omtrent lige store. I 1970'erne havde NSB og LKAB i alt mere end 1.200 ansatte i Narvik havn. I 2018 har LKAB omkring 300 og Bane Nor henved 100 ansatte knyttet til Ofotbanen. De fleste arbejdspladser er i dag knyttet til Narviks godsterminal; omkring 1.300 medregnet lastbilchaufførerne, der fragter varer til og fra godstogene. 
Langsmed banen står der stadig enkelte vejrbidte gamle træbygninger fra rallartiden. I dem boede 24 rallare, samt en kogekone. Mest berømt var kogekonen Svarta Bjørn - den sorte bjørn. I Narvik kåres årligt en Svarta Bjørn blandt piger, der har gjort en ekstra indsats for fællesskabet.  Hver sommer vandrer tusinder langsmed Rallarveien, Ofotbanen gamle anlægsvej.  I Rombaksbotn voksede der et norsk Klondyke frem omkring 1900, ligesom i Katterat nogle mile længere øst mod Sverige. Herfra blev materialer, der ankom med skib, fragtet op til jernbanelinjen, med tovbane, hest og vogn. Fra ingenting blev det en bosættelse med 5-600 mennesker i løbet af måneder, og snart kom der hoteller, bordeller, fængsel, indebygget bowlingbane, sodavandsfabrik og skole. Druk og vold var dagligdags. På sit værste kaldtes Rombaksbotn "Norges Sodoma". NSB så sig nødt til et etablere et eget jernbanepoliti. I 1950 boede der der stadigvæk omkring 2.000 i små samfund langsmed Ofotbanen; nogle overlevede til 1970'erne. Tyveri af bygningsmateriale under anlægsperioden var et stort problem. Sneoverbygningen, der er kendt som "Tyveoverbygningen", fik sit navn, fordi der medgik dobbelt så mange materialer som beregnet. Samtidig dukkede der nye sommerhuse op langsmed sporet. I løbet af Ofotbanens første 115 år fragtede den 1.130 millioner tons malm med omkring 50.000 malmskibe. I dag går det meste af indtægterne til den svenske stat. Længe fragtede malmtogene stenblokke. Nu behandles malmen i Kiruna, og forsendes som pellets. 
Ofotbanen er ikke tilknyttet nogen anden jernbanestrækning i Norge, og den er fortsat ensporet. Mødende malm- og persontoge må jævnligt vige for hinanden. I dag er der omkring 30 togafgange i døgnet, mens prognoser fra Bane Nor viser et behov for mere end 70 afgange i døgnet i 2040. Kravet om dobbeltspor har derfor aldrig været stærkere,  og der er også foreslået linjer videre til Finland  og helt til Vladivostok. Ifølge jernbanens egen beregning giver hver krone investeret i dobbeltspor på Ofotbanen, omkring kr 2.000 i samfundsøkonomisk gevinst. 
Malmtogene går døgnet rundt hele året. Ofotbanen ejes og vedligeholdes af Jernbaneverket, og vedligeholdet har meget høj prioritet og er af udpræget barsk karakter. Blandt de værste opgaver rangeres reparation af sporskifter på fjeldet i uvejr; men også at slæbe tunge malmvogne ud af trange tunneler, når de har sporet af og ligger bunkevis.  Strækningen går ellers gennem nogle af Norges mest naturskønne omgivelser langs Rombaksfjorden og Norddalen.
8. august 2018 udbrød brand i sneoverbygningen på Bjørnfjell. 

## Trafik og operatører
Sommeren 1902 gik det første persontog på Ofotbanen. Året efter var der 395 rejsende; i 1904 var ruten blevet en turistattraktion med 22.839 rejsende. Populariteten holdt sig frem til anden verdenskrig. Der køres to daglige persontog i hver retning; et tog går fra Narvik kl 11 og ender i Luleå, mens et andet går fra Narvik kl 15:15 og ankommer Stockholm næste morgen. 
Frem til august 1943 ankom tyske troppetransporter til Norge med Ofotbanen. Under kampene om Narvik fra 9. april 1940 og de nærmeste måneder argumenterede tyskerne overfor svenskerne med, at de havde sårede ved fronten, som behøvede sanitetssoldater, mad og mediciner. Meget tyder på, at der kom 17 stridsdygtige tyske soldater ind i Norge for hver sanitetssoldat. Da slaget om Narvik var tabt, åbnede svenskerne for endnu mere togtrafik gennem Sverige til Narvik. 
SJ er operatør for persontogene til og fra Sverige, samt for chartertog. Et SJ InterCity og SJ Nattåget Arctic Circle Train. Nattoget kører helt til Stockholm, mens SJ InterCity kun kører til Luleå. Alle persontog på Ofotbanen består af et lokomotiv af typen Rc6 og et antal vogne. Før i tiden kørtes også persontog af det norske selskab Ofotbanen AS mellem Narvik og Kiruna, men da Ofotbanen AS gik konkurs i 2008, ophørte den trafik.
Malmtrafikk AS er operatør for alle malmtog. Malmtrafikk AS er et norsk datterselskab af Malmtrafik AB og LKAB, der står for al malmtogsdrift på den norske side af grænsen. Malmtrafik AB står tilsvarende for al malmtogsdrift på den svenske side. Alle malmtog køres med verdens stærkeste lokomotiver af typen iORE og op til 50 malmvogne. Det giver en samlet togvægt på op mod 50.000 tons. Alle malmtog kører mellem en af LKAB's miner i Kiruna og havnen i Narvik, hvorfra malmen udskibes.
CargoNet er operatør på alle godstog, der ikke transporterer malm. Herunder er de daglige ARE-tog (Arctic Rail Express), som køres mellem Narvik og Oslo via Sverige. Disse tog køres ofte af norske lokomotiver af typen CE 119; men det hænder ofte, at svenske Green Cargo hjælper til, og bruger deres robuste arbejdshest, nemlig lokomotiverne af typen Rc.
Malmtogenes lokomotiver har 14.482 hestekræfter, flere end noget andet lokomotiv i verden. En normal afgang tilsvarer 750 m tog; samlet vægt 9.250 tons tilsvarende 6.800 personbiler; 68 vogne fyldt af jernmalmpellets med en nettoværdi af flere titals millioner kroner, der i hovedsag tilfalder LKAB, som har fragtet jernmalm fra Kiruna til en isfri norsk havn i mere end 115 år. Togets lovlige topfart er 60 km/t. Det farligste er at stå stille; for fygesne, der møder varme bremser, smelter og fryser så til is, derefter til stålis. Låser bremserne sig så, må de bankes løs, én for én, på alle 68 vogne. Fra rigsgrænsen skal toget ned fra mere end 500 moh til 46 moh i Narvik og LKAB's kæmpeanlæg ved byens centrum. Herfra fragtes malmen videre med skibe, der ligger i kø ude i fjorden, ofte 300 m lange og op til 350.000 tons tunge; skibe til Hamburg, Bremen, Rotterdam - og Mellemøsten og Kina. 
I Oslo står toge og fly og venter på fisk, der skal ud i verden. I 1993 blev der kørt to prøveture med tog fra Oslo og nordpå; ét på Nordlandsbanen og ét via Sverige og Ofotobanen. Toget på Nordlandsbanen kørte fast i en snestorm, så de ombordværende måtte reddes med helikopter. Toget gennem Sverige kom frem. I 2018 kører i alt tre godstoge dagligt t/r Oslo-Narvik via Kongsvinger og Charlottenberg, Gällivare og Kiruna, 1.950 km hver vej. 